# Långtjärnen (Töcksmarks socken, Värmland)
Långtjärnen är en sjö i Årjängs kommun i Värmland och ingår i Göta älvs huvudavrinningsområde. Sjön är 11,5 meter djup, har en yta på 0,059 kvadratkilometer och befinner sig 165 meter över havet.